# Donald Gallup
Donald Clifford Gallup (geboren am 12. Mai 1913 in Sterling, Connecticut; gestorben am 6. September 2000 in Branford, Connecticut) war ein amerikanischer Literaturwissenschaftler, der besonders als Herausgeber und Bibliograph von Werken der amerikanischen Moderne hervortrat.

## Leben
Gallup studierte an der Yale University (A.B. 1934, Ph.D. 1939) und lehrte danach zunächst am Fachbereich für Englisch an der Southern Methodist University (1937–1940, 1941–1942). Im Zweiten Weltkrieg diente er in der U.S. Army in Frankreich; nach der Befreiung von Paris knüpfte er dort Freundschaften zu amerikanischen Intellektuellen um Gertrude Stein und Alice B. Toklas, die während der deutschen Besatzungszeit in Frankreich geblieben waren oder nach der Befreiung dorthin zurückkehrten. Nach seinem Ausscheiden aus der Armee kehrte er an seine Alma Mater Yale zurück, wo er zunächst Assistenzprofessor für Bibliographie wurde, sich aber bis zu seiner Emeritierung 1980 besonders als Kurator der Universitätsbibliothek auszeichnete. Durch seine Initiative und oft begünstigt durch seine persönliche Bekanntschaft erwarb Yale über die Jahre die Nachlässe einiger der herausragenden Schriftsteller der amerikanischen Moderne, so die Papiere von Gertrude Stein, T. S. Eliot, Ezra Pound, Eugene O’Neill, und Thornton Wilder. Seine Primärbibliographien der Werke Pounds und Eliots gelten bis heute als Standardwerke. Für einen Bibliographen unerahnte Aufmerksamkeit auch in der breiten Öffentlichkeit wurde ihm im Jahr 1968 zuteil, als die New York Public Library das verloren geglaubte Manuskript von Eliots The Waste Land ausfindig machte und erwarb, obwohl laute Zweifel an der Echtheit laut wurden – der als Experte zur Klärung bestellte Gallup konnte die Echtheit des Manuskripts beweisen.

## Werke (Auswahl)
- T. S. Eliot. A Bibliography, Including Contributions to Periodicals and Foreign Translations. Harcourt Brace, New York 1953.
- Ezra Pound: A Bibliography. Erstausgabe: Hart-Davis, London 1963. 2., revidierte und erweiterte Ausgabe: University Press of Virginia, Charlottesville 1983, ISBN 0-8139-0976-7.
- The Lost Manuscripts of T.S. Eliot. In: Bulletin of the New York Public Library 72:10, 1968, S. 641–652.
- On Contemporary Bibliography: With Particular Reference to Ezra Pound. University of Texas Humanities Research Center, Austin 1970.
- T. S. Eliot and Ezra Pound, Collaborators in Letters. H.W. Wenning & C.A. Stonehill, New Haven 1970.
- The Ezra Pound Archive at Yale. In: Yale University Library Gazette 60, Nr. 3–4, April 1986, S. 161–177.
- Pigeons on the Granite: Memories of a Yale Librarian. Yale University Press, New Haven 1988, ISBN 0-300-07187-6.
- What Mad Pursuits! More Memories of a Yale Librarian. Beinecke Rare Book & Manuscript Library, Yale University, New Haven 1998, ISBN 0-8457-3132-7.
- Eugene O’Neill and His Eleven-Play Cycle: "A Tale of Possessors Self-Dispossessed". Yale University Press, New Haven 1998, ISBN 0-300-07187-6.

## Sekundärliteratur
- William Baker: Donald Gallup. In: Dictionary of Literary Biography, Band 187: American Book Collectors and Bibliographers, Second Series (hrsg. von Joseph Rosenblum). Gale, Detroit 1997, ISBN 0-7876-1842-X, S. 119–124.
- Nicolas Barker: Donald Gallup. In: Book Collector 49, 2000, S. 596–601.
- Marjorie G. Wynne, Christa Sammons, und Joseph W. Reed: Donald Gallup. In: Yale University Library Gazette 76, 2001/2002, S. 16–24.

| Personendaten    | Personendaten                                                         |
| ---------------- | --------------------------------------------------------------------- |
| NAME             | Gallup, Donald                                                        |
| ALTERNATIVNAMEN  | Gallup, Donald Clifford; (vollständiger Name); Gallup, Donald C.      |
| KURZBESCHREIBUNG | amerikanischer Literaturwissenschaftler, Bibliothekar und Bibliograph |
| GEBURTSDATUM     | 12. Mai 1913                                                          |
| GEBURTSORT       | Sterling, Connecticut                                                 |
| STERBEDATUM      | 6. September 2000                                                     |
| STERBEORT        | Branford, Connecticut                                                 |